# آکینوری ایچیکاوا
آکینوری ایچیکاوا (ژاپنی: 市川 暉記؛ زادهٔ ۱۹ اکتبر ۱۹۹۸) یک بازیکن فوتبال اهل ژاپن است.
از باشگاه‌هایی که در آن بازی کرده‌است می‌توان به باشگاه فوتبال یوکوهاما و باشگاه فوتبال گاینار توتوری اشاره کرد.